# Atena Daemi
Atena Daemi (persa: آتنا دائمی) (Teherán, 1988), es una activista por los derechos civiles, derechos de los niños y derechos humanos, y prisionera política en Irán.  

## Biografía
Daemi fue detenida por última vez en noviembre de 2016 y condenada a siete años de prisión. Las actividades pacíficas por las que fue acusada incluyen la distribución de folletos contra la pena de muerte y la publicación de mensajes en Facebook y Twitter criticando el historial de ejecuciones de Irán. Posteriormente, Daemi y sus hermanas fueron detenidas y condenadas acusadas de haber "insultado a oficiales en servicio". Las apelaciones posteriores anularon esa condena y redujeron la sentencia original de Daemi. Ha estado en huelga de hambre en la prisión de Evin (9 de abril de 2017 - 1 de junio de 2017, 55 días) y en la prisión de Shahr-e Rey, cerca de Teherán (24 de enero de 2018 - 15 de febrero de 2018, 22 días). Sigue protestando contra las condiciones y contra la pena de muerte desde la prisión de Evin. Amnistía Internacional la considera presa de conciencia.

## Trayectoria profesional
Daemi trabajó para el prestigioso Club Revolucionario de Deportes, en Tehran. Ella participó en protestas contra la pena de muerte. Y participó en manifestaciones por la defensa de los niños sirios.

### Sentencia
Daemi fue condenada el 21 de mayo de 2015 por el juez Moghiseh de la sección 28 del Tribunal Revolucionario, tras un juicio de quince minutos. Recibió una sentencia de un total de catorce años de prisión, por varios cargos. La condena más larga fue de siete años por "reunión y confabulación" Su condena está relacionada con el activismo pacífico, incluidos los cargos relacionados con la distribución de folletos contra la pena de muerte y las publicaciones en Facebook y Twitter en las que se criticaba el historial de ejecuciones de Irán. Su detención y condena se consideran parte de una oleada de cargos vagos y sentencias duras que el poder judicial iraní está utilizando contra activistas, autores y artistas.
El caso de Daemi fue recurrido ante la Sección 36 del Tribunal de Apelación. A fecha de 13 de enero de 2016, la apelación no se había tramitado y no se había abordado la preocupación por su salud. Daemi quedó en libertad bajo fianza, tras el pago de 5.500 millones de riales, el 15 de febrero de 2016. En julio de 2016 se celebró una vista en el tribunal de apelación, que se basó en el artículo 134 del Nuevo Código Penal Islámico, en virtud del cual su condena se redujo a la duración máxima del cargo más grave, siete años.
Daemi fue detenida de nuevo en casa de sus padres, delante de sus hermanas, el 26 de noviembre de 2016 y devuelta a la prisión de Evin. Se quejó formalmente ante la Fiscalía de la prisión de Evin por la actuación de los Guardias Revolucionarios que la detuvieron.
El 23 de marzo de 2017, Daemi y sus hermanas fueron acusadas y condenadas por "insultar a funcionarios públicos en servicio". Tras un juicio penal de una hora, fueron condenadas a tres meses y un día. Esta pena de prisión se sumó a la de Daemi, pero se suspendió para sus hermanas.
En abril de 2017, Daemi inició una huelga de hambre para protestar por los cargos adicionales. En una segunda vista del tribunal de apelación, ella y sus hermanas fueron absueltas de los cargos de 2017. Daemi puso fin a su huelga de hambre el 1 de junio de 2017, tras 55 días.

### Detención

#### Prisión de Evin
Daemi inició una huelga de hambre el 9 de abril de 2017, que duró hasta el 1 de junio, una huelga de 55 días, para protestar por la adición de tres meses y un día a su condena de siete años. También fue en protesta por la condena de sus hermanas después de que el Cuerpo de Guardias Revolucionarios Islámicos (CGRI) se quejara de que las hermanas habían "insultado a los oficiales en servicio".
El 17 de mayo de 2017, Amnistía Internacional escribió una carta en la que pedía que Daemi fuera trasladada de la cárcel a un hospital y describía lo que le había sucedido en prisión. La carta decía que Daemi, que entonces llevaba 40 días en huelga de hambre, había estado tosiendo sangre y había sufrido una grave pérdida de peso, náuseas, vómitos, fluctuaciones de la presión arterial y dolor de riñones. Los médicos advirtieron que necesitaba hospitalización inmediata. Sin embargo, las autoridades de la prisión de Evin se negaron a autorizar su traslado a un hospital fuera de la cárcel para que recibiera tratamiento médico.Su huelga de hambre finalizó el 1 de junio de 2017, después de que un tribunal de apelación anulara los cargos adicionales contra ella y sus hermanas.

#### Prisión de Qarchak
El 24 de enero de 2018, Daemi fue trasladada a la prisión de Qarchak. Fue trasladada junto con Golrokh Ebrahimi Iraee, que había sido encarcelada por escribir un relato de ficción no publicado que criticaba la práctica de lapidar a las mujeres hasta la muerte. Su traslado a Shahr-e Rey, una prisión para delincuentes violentos, fue impugnado por considerarlo ilegal, ya que viola la normativa iraní sobre la clasificación de los presos.
Ambas mujeres iniciaron una huelga de hambre el 3 de febrero de 2018 tras su traslado. Amnistía Internacional volvió a pedir su liberación inmediata e incondicional alegando que han sido encarceladas por el ejercicio pacífico de sus derechos humanos.[9] Amnistía ha expresado en repetidas ocasiones su preocupación por las condiciones insalubres y peligrosas de la prisión, que anteriormente era una granja industrial de pollos, así como su preocupación por los malos tratos sufridos por Daemi e Iraee.
Atena Daemi permaneció en huelga de hambre hasta el 15 de febrero de 2018, 22 días. Golrokh Ebrahimi Iraee continuó su huelga de hambre hasta el 24 de abril de 2018, con una duración de 81 días. Ambas mujeres se encontraban en un estado físico extremadamente grave y fueron objeto de llamamientos internacionales. Fueron devueltas a la prisión de mujeres de Evin el 10 de mayo de 2018.

### Prisión de Rasht
El 16 de marzo de 2021, pocos días antes de Nowrouz, Atena fue "exiliada de la prisión" a la Prisión Central de Rasht, donde sería más difícil que su familia la visitara.

## Posteriores protestas
El 25 de mayo de 2018, Daemi envió una carta desde la prisión de Evin, condenando la pena de muerte y hablando de la situación del preso político condenado a muerte Ramin Hossein-Panahi.
El 10 de octubre de 2018, Día Mundial contra la Pena de Muerte, Daemi, Golrokh Ebrahimi Iraee y Maryam Akbari Monfared firmaron una carta en la que apelaban públicamente a Javaid Rehman, como Relator Especial de las Naciones Unidas, para que evaluara las posibles violaciones de los derechos humanos en Irán, incluido el uso de la pena de muerte.
En octubre de 2018, conmemorando el cuarto año de su encarcelamiento, Daemi escribió una carta pública a su madre.
Su testimonio forma parte del libro White Torture (Tortura blanca) de la Premio Nobel de la Paz Narges Mohammadi en el que mediante catorce entrevistas relata las duras condiciones de las cárceles iraníes.